# Qwant
Qwant (Квант) — поисковая система интернета, принадлежащая компании QWANT S.A.S.

## История разработки и современное состояние
Разработка поисковой системы Qwant началась в июне 2011 года. Создатели рассматривали его в качестве европейской альтернативы Google. Инициаторами его создания стали специалист по финансовым инвестициям Жан-Мануэль Розан (Jean-Manuel Rozan) и эксперт в области компьютерной безопасности Эрик Леандри (Éric Léandri). Поисковая система была официально запущена 16 февраля 2013 года в бета-версии. 4 июля 2013 года была выпущена французская версия. Поисковая система доступна в 35 странах на 15 языках. 65 % пользователей в 2014 году составляли граждане Франции и франкофоны. Владельцем является компания QWANT S.A.S. (создана в январе 2011 года), собравшая и вложившая в проект около 3,5 млн евро инвестиций. Оборот QWANT S.A.S. в 2014 году составил около 5 млн евро в год, количество постоянных сотрудников составляет 25 человек.
В отличие от других поисковых систем Qwant не получает дохода от рекламы; QWANT S.A.S. утверждает, что финансируется за счёт предоставления своих технологий другим фирмам и веб-сайтам. В связи с этим поисковик не собирает данных о пользователях в рекламных целях. В июне 2014 года немецкая Axel Springer Group приобрела пакет акций размером в 20 %.
С 20 мая 2020 года сайт не работает на территории России.

## Особенности
Интерфейс Qwant имеет три варианта: Classic View (основной), List (максимально приближен к привычному интерфейсу уже существующих поисковиков), Mosaic View.
Информация, введенная пользователем в поисковую строку, разделяется на пять категорий:
- интернет-сайты (Web),
- новости (News),
- социальные сети (Social),
- максимально краткая справочная информация (Qnowledge Graph),
- маркетинг, где можно осуществить покупки данного товара (Shopping).

Кроме этого, Qwant предлагает вывод изображений и видео по запросу (вкладка Media), а также особый режим (People), предназначенный для поиска людей или организаций в социальных сетях, таких как Facebook, Twitter, Google+, LinkedIn, Myspace.
Особая вкладка (Board) предоставляет пользователям возможность размещения красочных интернет-ссылок на интернет-ресурсы. Эти ссылки группируются в секторы: Музыка, Искусство, Культура, Дети, Хобби… После регистрации на qwant.com пользователь получает возможность использования сервиса интернет-закладок и заметок, однако размер заметок ограничен.
Созданы два бесплатных расширения для браузера Firefox (Qwant — Web search evolved 2.1.13 и Qwant.com 20140214), позволяющие использовать Qwant в качестве поисковика по умолчанию.

## Перспективы развития
QWANT S.A.S. предлагает детям поисковую систему Qwant Junior, предназначенную для аудитории в возрасте от 3 до 12 лет («чёрный список» сайтов для неё составлен Университетом Тулузы), а в будущем ещё и сервис электронной почты. Тестирование этих возможностей успешно прошло в закрытом бета-статусе.

## Критика
Вскоре после выхода некоторые специалисты выразили сомнения по поводу природы поисковой системы Qwant. По их словам, Qwant, на самом деле, — не новая поисковая система, а просто сайт, механически объединяющий данные других поисковых систем, в частности Bing и Google, а «Qnowledge Graph» воспроизводит только содержание Википедии. Qwant.com отвергает эти утверждения и настаивает, что создан собственный механизм поиска.